# أولدير بيرون
أولدير بيرون أو بيرون الأقدم (بالإنجليزية: Older Peron) كان اسم فترة محددة في عام 1961. كحلقة من ارتفاع مستوى سطح البحر العالمي خلال العصر الهولوسين. وهو اسم للدلالة على الفهم الحديث للعوامل المختلفة التي ينطوي عليها القياس الكمي لمستوى البحر، ولا سيما العمليات المتعلقة بسحب المحيطات والتكيف المتساوي - المائي الجليدي، الادِّعاء بأن مثل هذه الحالات من المدرجات المرتفعة المزعومة لم تكن متماسكة عالميًا، ولا تشكل حلقات من مستوى سطح البحر أعلى من المستوى الحالي.